# Geelpootvliegenvanger
De geelpootvliegenvanger (Muscicapa sethsmithi) is een vogelsoort uit de familie van de Muscicapidae (vliegenvangers).

## Verspreiding en leefgebied
Deze soort komt voor in centraal Afrika van zuidelijk Nigeria en Kameroen tot Gabon, Zaïre en westelijk Oeganda en Bioko.